# Margarita Simonian
Margarita Simonian (rus: Маргарита Симоновна Симоньян)  (Krasnodar, 6 d'abril de 1980) nom abreujat de Margarita Simónovna Simonian (en rus, Маргари́та Симо́новна Симонья́н) és una periodista russa, editora en cap de la versió en anglès de RT (Russia Today) i de l'agència de notícies estatal Rossia Segódnia.

## Biografia
Simonian va néixer a Krasnodar (en l'actual krai de Krasnodar) en el si d'una família armènia. Es descriu a si mateixa com una "armènia irreversiblement russificada". De ben jove, va decidir ser periodista. Primer va treballar per a un diari local, i després a un canal de televisió local mentre estudiava periodisme a la Universitat Estatal del Kuban als 18 anys.

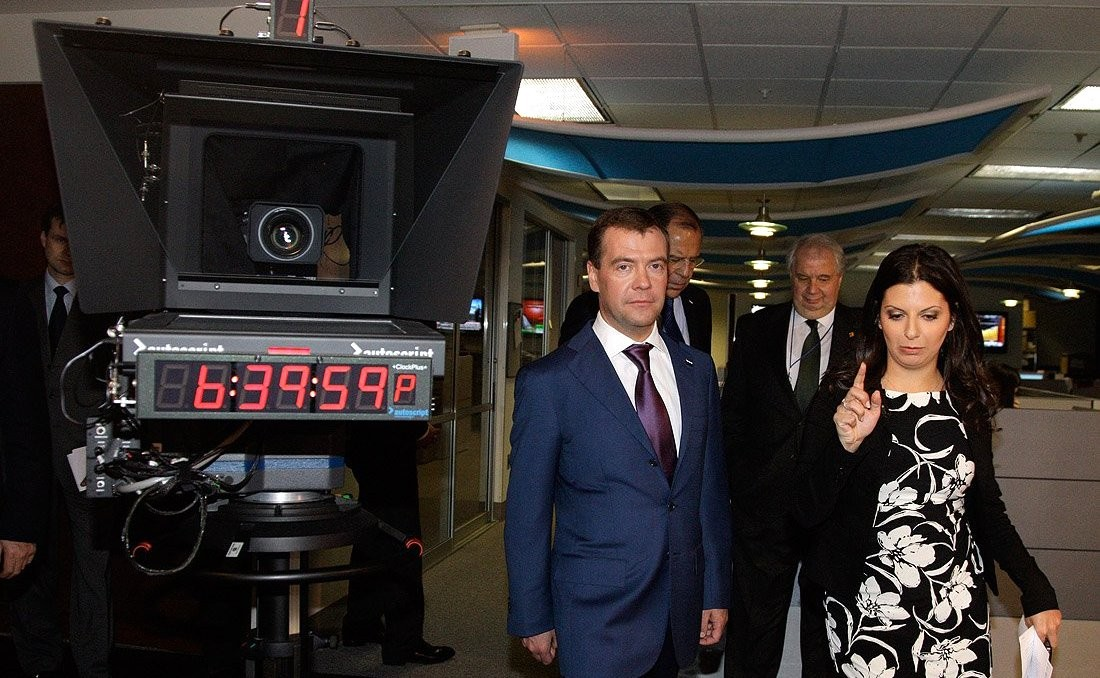
El president rus Dmitri Medvédev i l'editora en cap, Margarita Simonian en els estudis de RT.

Simonian va passar un any a Bristol (Nou Hampshire), a causa d'un programa d'intercanvi d'estudiants. Afirma que durant aquest temps va descobrir que els russos i els estatunidencs "són molt semblants en termes de cultura, en termes dels valors familiars, formes de vida, les reaccions, el sentit de l'humor".
Simonian va cobrir la segona guerra de Txetxènia i les greus inundacions del sud de Rússia per al seu canal de televisió local, i va rebre un premi per la seva "valentia professional". El 2002, es va convertir en un corresponsal regional per al canal de televisió Rossia 1 i va cobrir la presa d'ostatges de Beslan de 2004. Va ser un dels primers periodistes a arribar a l'escena i va ser testimoni de la matança de 334 persones, 186 d'ells nens. Després es va traslladar a Moscou i va passar a formar part del conjunt de reporters de l'òrbita del Kremlin.
Va ser la primera vicepresidenta de l'Associació Nacional Russa de Televisió i Ràdios i membre de la Cambra Cívica de la Federació Russa. El 2010 va publicar el seu primer llibre, Heading to Moscow!.

## Editora en cap de RT
Simonian tenia 25 anys quan va ser nomenada editora en cap el 2005. Una vegada, va admetre que Vladímir Putin li havia enviat flors, després va explicar que va ser amb ocasió d'una conferència de premsa que coincidïa amb el seu aniversari. Simonian també va argumentar que després de la caiguda de la Unió Soviètica no es buscaven gaires periodistes veterans soviètics per a les noves empreses de comunicació, que preferien joves periodistes menys experimentats, la qual cosa explica la joventut de la majoria dels membres del personal.
RT va començar a emetre el 10 de desembre de 2005 amb una plantilla de 300 periodistes, aproximadament 70 dels quals eren de fora de Rússia. A més, ella mateixa es va dedicar a reclutar periodistes, presentadors i assessors estrangers. Simonian va declarar que el canal intentava tenir un format professional (com la CNN, BBC i Euronews) que pogués "reflectir l'opinió russa del món" i presentar una "imatge més equilibrada" de Rússia.
El 31 de desembre de 2013 va ser nomenada editora en cap de la nova agència de notícies estatal Rossia Segodnia i exerceix alhora d'editora en cap d'ambdues organitzacions.